# Colbert (C 611)
Colbert (C 611) byl protiletadlový křižník francouzského námořnictva. Spojovací a elektronické vybavení křižníku dovolovalo rovněž plnění funkce velitelské lodě. Byl vlajkovou lodí francouzské středomořské flotily. Vyřazen byl v roce 1991. V letech 1993–2006 byl přístupný veřejnosti jako muzejní loď. Roku 2016 byl sešrotován.

## Stavba
Křižník Colbert postavila loděnice Arsenal de Brest v Brestu. Kýl lodi byl založen v prosinci 1953, trup byl na vodu spuštěn 24. března 1956 a do služby vstoupil 5. května 1959.

## Konstrukce

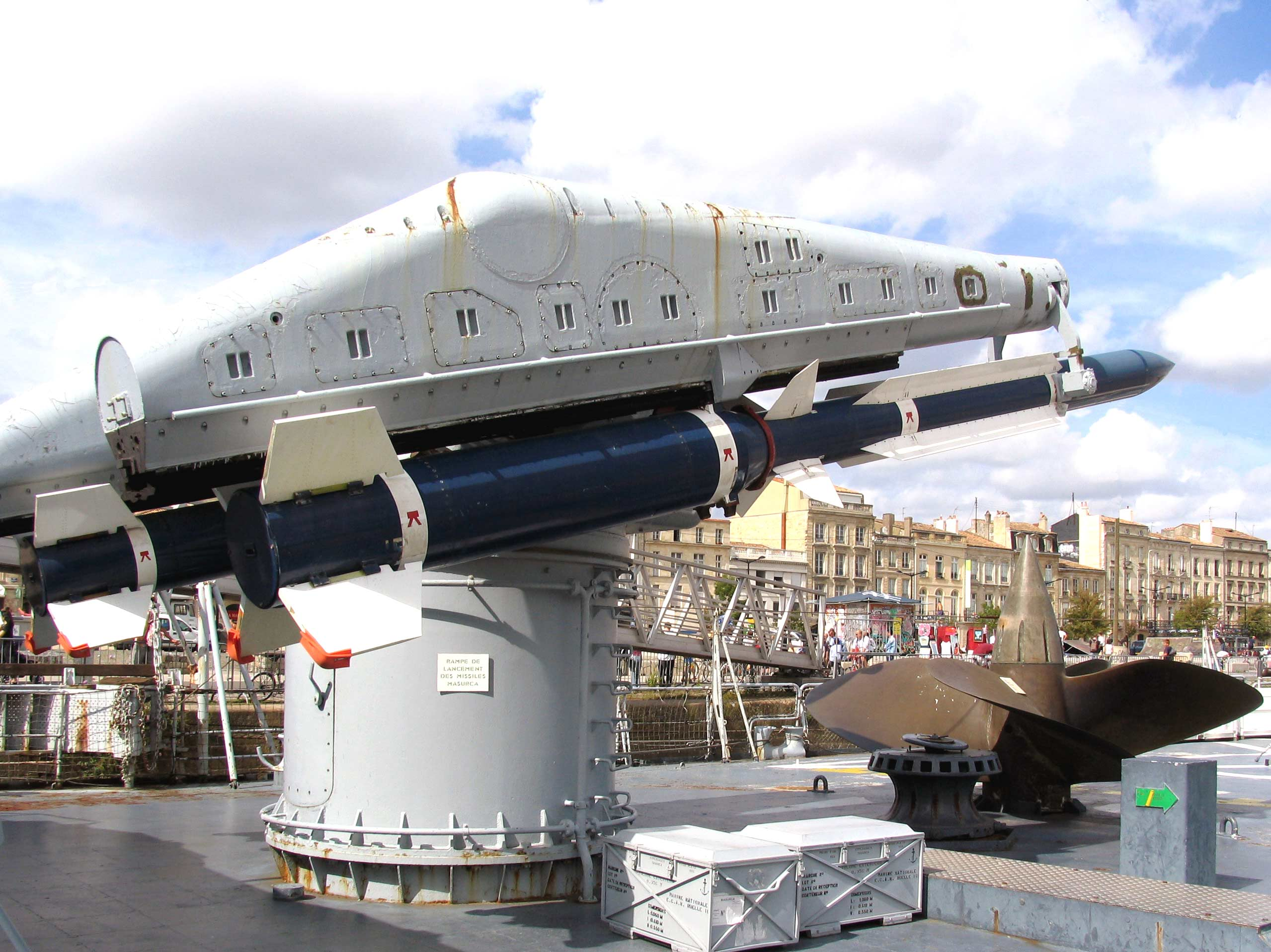
Řízené střely Masurca křižníku Colbert

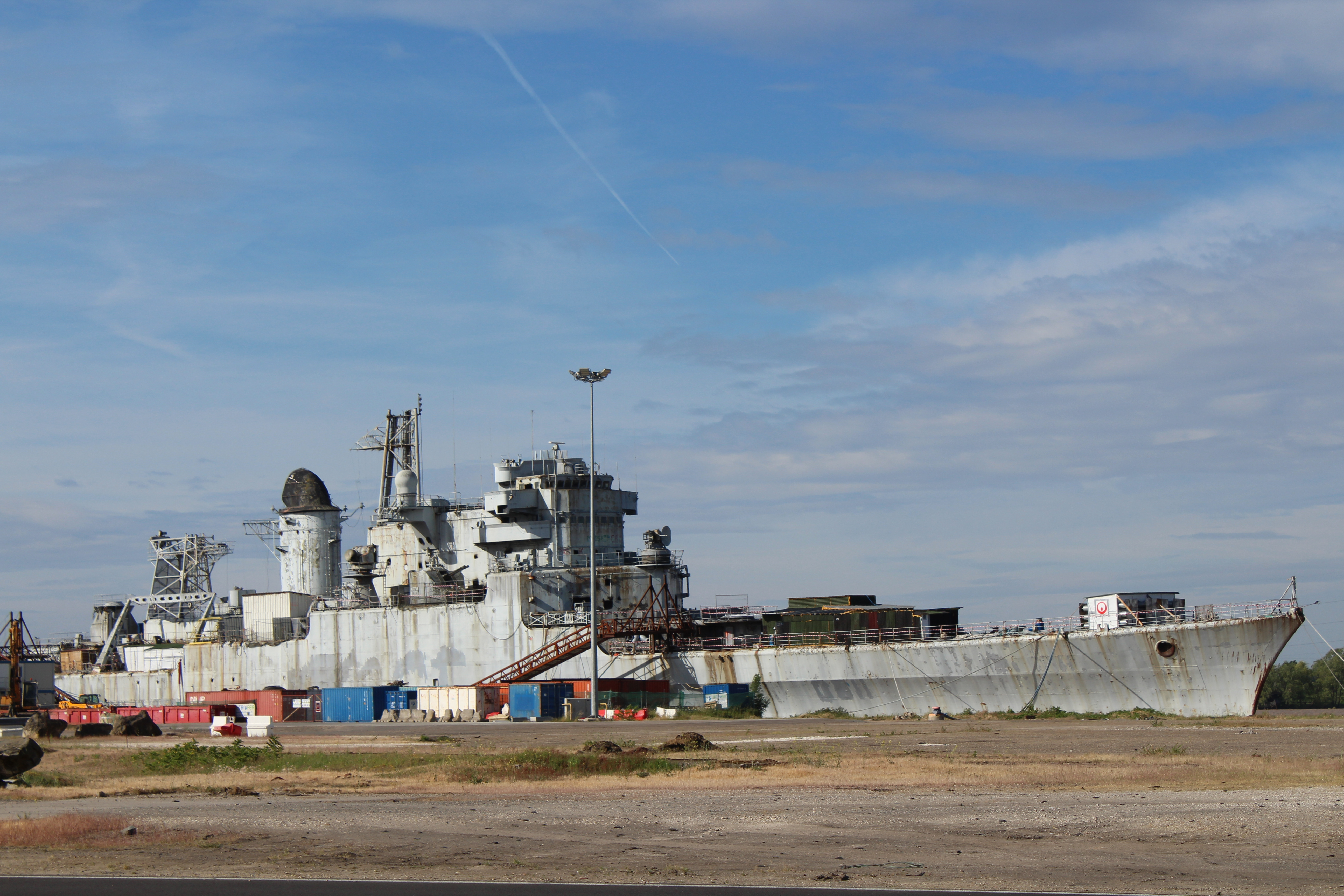
Colbert během likvidace

Svou koncepcí Colbert odpovídal protiletadlovému křižníku De Grasse (C 610). Po dokončení tvořilo jeho hlavní výzbroj lodi šestnáct 127mm kanónů ve dvoudělových věžích (čtyři na přídi a čtyři na zádi). Doplňovalo je dvacet 57mm kanónů umístěných rovněž ve dvoudělových věžích. Výzbroj se během služby měnila a v době vyřazení měl Colbert podobu raketového křižníku, schopného boje proti vzdušným i hladinovým cílům. V té době se hlavňová výzbroj omezila na dva 100mm kanóny Creusot-Loire v dělových věžích na přídi a šest věží s 57mm kanóny. Doplnila je reaktivní výzbroj. Na přídi lodi byly umístěny čtyři kontejnery protilodních střel MM38 Exocet. Na zádi byl instalován protiletadlový raketový komplet Masurca se zásobou 48 střel.
Pohonný systém tvořily čtyři kotle a dvě převodové turbíny. Systém byl rozdělen do dvou oddělených skupin, čímž se zvyšovala bojová odolnost lodi. Colbert dosahoval rychlosti 31,5 uzlu.